# عروس و دلتنگی
عروس و دلتنگی (انگلیسی: Bride and Gloom) یک فیلم کمدی صامت کوتاه به کارگردانی آلفرد جی. گلدینگ است که در سال ۱۹۱۸ منتشر شد و امروزه یک فیلم گمشده محسوب می‌شود. هیئت بازبینی فیلم شیکاگو، بخش‌هایی از این فیلم را زمان نمایش سانسور کرد.

## بازیگران
- هارولد لوید
- اسناب پالرد
- ببه دنیلز
- هلن گیلمور
- ویلیام گیلسپی
- لو هاروی
- جیمز پروت
- چارلز استیونسون
- اتل لین